# Mbinda
Mbinda est une ville de la République du Congo, chef-lieu du district homonyme, située dans le département de Niari à près de 7 km de la frontière avec le Gabon.

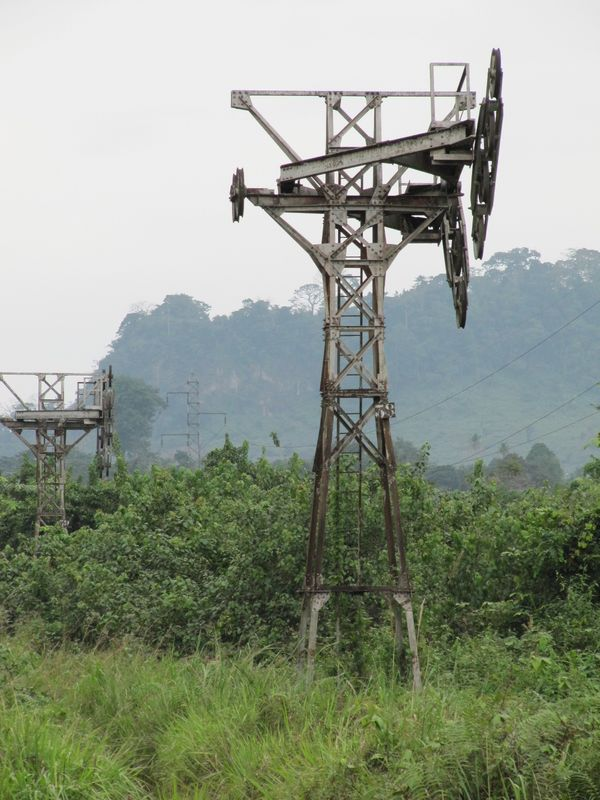
Pylone de l'ancienne télébenne de Moanda à Mbinda

Elle bénéficia entre 1962 et 1991 du transport du minerai de manganèse par la Compagnie minière de l'Ogooué (Comilog). Elle était alors le terminus sud de l'un des plus longs câbles téléphériques (75 km) au monde, et le début de la ligne ferroviaire dite « ligne COMILOG » jusqu'à Mongo-Bélo, jusqu'au développement du train Transgabonais.